# Egidio Valenti
Egidio Valenti (falecido a 9 de maio de 1568) foi um prelado católico romano que serviu como bispo de Nepi e Sutri (1566–1568).

## Biografia
Egidio Valenti foi nomeado sacerdote da Ordem de Santo Agostinho. A 25 de outubro de 1566, foi nomeado durante o papado de Pio V como Bispo de Nepi e Sutri. No dia 28 de outubro de 1566, foi consagrado bispo por Scipione Rebiba, Cardeal-Sacerdote de Sant'Angelo in Pescheria, com Girolamo Maccabei de Toscanella, Bispo de Castro del Lazio, e Adriano Fuscone, Bispo de Aquino, servindo como co-consagradores. Serviu como Bispo de Nepi e Sutri até à sua morte a 9 de maio de 1568.

## Sucessão episcopal
Enquanto bispo, foi o consagrador principal de:
- Matteo Andrea Guerra, (1567);
- Jerome de Leonibus, (1567);
- Tommaso Sperandio Corbelli, (1567);
- Ascanio Marchesini, (1567);
- Maurice MacGibbon, (1567);
- Ortensio Battisti, (1567);
- Giovanni Antonio Locatelli, (1568);
- Cipriano Pallavicino, (1568);

e co-consagrador principal de:
- Paolo Oberti, (1567);
- Carlo Carafa (bishop), (1567);
- Giovanni Agostino Campanile, (1567); e
- Marco Landi, (1567).